# Kilmonivaig

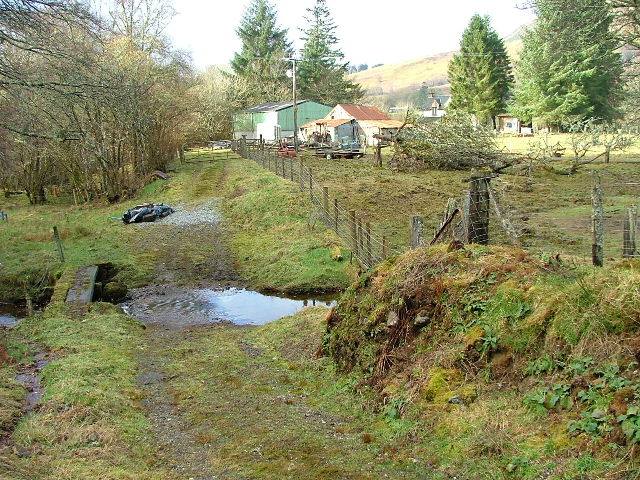
Häuser von Kilmonivaig

Kilmonivaig ist eine kleine Ortschaft, die südwestlich von Inverness in der Region Highland im Norden von Schottland liegt. Im Rahmen der historischen Gliederung Schottlands in Civil Parishes ist es namensgebend für eine Gemeinde, die zu Inverness-shire gehörte.
Kilmonivaig liegt am linken, südöstlichen Ufer des River Lochy, unmittelbar nach der Mündung des River Spean. Es umfasst nur einige wenige Häuser und hat keinerlei herausragende Funktion. Die Kirche der Gemeinde steht in Spean Bridge, die nächste größere Ortschaft ist das südwestlich gelegene Fort William.